# Teresa Fabik
Teresa Sunniva Kristina Fabik, född 8 juli 1976 i Södertälje, är en svensk filmregissör och manusförfattare.

## Karriär
Teresa Fabik läste filmvetenskap vid Stockholms universitet, för att sedan vidareutbilda sig vid Stockholms Filmskola. Hon har gjort kortfilmerna Som andra (2000) och En sista vals (2001). Hon gjorde 2004 sin första långfilm Hip hip hora!, vilken hon fick priserna Drömfångaren och Canal+award för. Den vann även kategorin "Best Nordic newcomer" under Amanda Awards i Norge. Under hösten 2008 spelade Fabik in sin andra långfilm Prinsessa som hade biopremiär i Sverige i september 2009. Prinsessa Guldbaggenominerades 2010 i priskategorierna bästa film, bästa regi och bästa manus.
Fabiks tredje långfilm Små citroner gula är baserad på Kajsa Ingemarssons roman med samma titel. Rakel Wärmländer har huvudrollen. Filmen spelades in under hösten 2011.
Hon är bosatt i Västerhaninge.

## Filmografi
- 2000 – Som andra (kortfilm)
- 2001 – En sista vals (kortfilm)
- 2003 – Hip hip hora!
- 2009 – Prinsessa
- 2013 – Små citroner gula